# 名探偵コナン 世紀末の魔術師
『名探偵コナン 世紀末の魔術師』（めいたんていコナン せいきまつのまじゅつし）は、1999年4月17日に公開された劇場版『名探偵コナン』シリーズの3作目にあたる劇場版アニメ。上映時間は100分。興行収入は26億円、配給収入は14億5000万円、観客動員数は216万人。アメリカ合衆国で2009年7月17日に公開された。キャッチコピーは「世紀末最大の謎を解くのは誰だ!?」。

## 概要

### 作品概要
本作の舞台は大きく3つに分けられており、前半が大阪、中盤が豪華客船、後半が古城で構成されている。
劇場版初登場のキャラクターが多く、灰原哀、高木渉、服部平次、遠山和葉、鈴木史郎、茶木神太郎、中森銀三、怪盗キッドがそれに該当する。ただし、平次やキッドは中盤で負傷するため登場は前半のみである。本作初登場のキャラクターのうち、灰原は以後の劇場版作品に毎回登場している。本作以降、冒頭の作品解説の「コナンの正体を知っている人物」の紹介に灰原が新しく加わっている。
本作の公開当時に発売された『週刊少年サンデー』の原作では「命がけの復活」シリーズが連載されていた。その影響もあって、コナンの正体を蘭が疑っていくという原作と似た展開になっている。また、怪盗キッドがコナンの正体を新一と認識したのも本作からで、以降の原作にも正体を知っているという設定は引き継がれている。
山口勝平はキッドとの兼任だが、ラストに登場する新一はキッドが変装した姿であり、本物の工藤新一の台詞は1つだけと少なかった。
本作以降、キャラクターデザインが原作の絵柄に近くなっている。また、グッズやプログラムに作品名の英語表記が入るようになった。
劇場版恒例のダジャレクイズで、阿笠博士が出題した初の作品である。
ストーリー前半の舞台である大阪名所も数多く登場している。新幹線でコナンたちが降り立った新大阪駅から、大阪城、通天閣、大阪ドーム、公開当時の読売テレビ社屋など、実在する建造物を多数見ることができる。
公開当時は未解明だった歴史上の出来事に独自の解釈を加え、ストーリーの軸にしている。歴史上の出来事をストーリーに絡めたのは劇場版シリーズ史上初で、ニコライ二世やグリゴリー・ラスプーチン、マリアなどの実在の人物が深く関わっている。また、通常『コナン』シリーズでは年代の明言はされないが、本作では20世紀末とタイトルで明言されている。
当初、キッドが狙うのは「幻の青いバラ」だったが、青山剛昌のスタッフがテレビでインペリアル・イースター・エッグを見て報告したことでロマノフ朝にまつわるストーリーが生まれた。
藤田淑子が演じる浦思青蘭のセリフ「馬鹿な坊や」は収録中のスタジオ内で流行り、誰かがミスをしたら言い合っていたという。
2013年11月からテレビシリーズの主題歌を歌ったVALSHEは、本作に聞き間違えたロシア語として出てくるセリフ「バルシェ・ニクカッタベカ」を芸名の由来としている。
ファニメーションによって英語吹き替え版が制作された。英語名は「Case Closed: The Last Wizard of the Century」。
2016年に開催された歴代映画19作品の人気投票で、今作は7位を獲得した。

### 製作状況
今作の特徴はコンピュータ作業を加えた事で、新大阪駅から鈴木近代美術館に移動するまでのビルの映像や鈴木家の船で東京に戻るシーンの海、ゲストキャラクターの名前表示のスーパーなどに新たな試みが施されている。

## ストーリー
鈴木財閥の蔵からロマノフ王朝の遺産、「メモリーズ・エッグ」と呼ばれる51個目の「インペリアル・イースター・エッグ」が見つかった。エッグは大阪で展示することとなったが、怪盗キッドからエッグを盗み出すという予告状が届く。コナン達や服部平次らが鈴木財閥の会長のもとを訪れると、ロシア大使館一等書記官のセルゲイ・オフチンニコフ、美術商の乾将一、ロマノフ王朝研究家の中国人・浦思青蘭、映像作家の寒川竜ら、エッグを狙う者達が集っていた。
コナンと平次は警察が推理した犯行時間の誤りに気付くが、キッドは街中を停電にしてエッグの位置を特定し、盗み出すことに成功。キッドを追跡する途中、平次はバイクで転倒してしまい、コナンが一人で追跡を続けるが、負傷した鳩とエッグ、破損したキッドのモノクルを発見する。
エッグの展示は中止され、鈴木財閥の船で東京へ持ち帰られることとなった。船にはコナンやセルゲイたちの他、エッグ職人の先祖を持つ香坂夏美が同乗していた。小五郎は、夏美の先祖の喜市が横須賀に建てた城に2つ目のエッグが隠されていると推理するが、その矢先に寒川が右目を撃たれ、死んでいるのが発見される。彼の部屋は荒らされており、彼が見せびらかすように身につけていたニコライ二世の娘・マリアの指輪や、撮影したビデオテープがなくなっていた。コナンは阿笠博士に調べてもらった情報から、ロマノフ王朝の遺産を専門に狙い、常に右目を撃つ強盗・スコーピオンが犯人であると指摘する。
城へやって来たコナンたちは地下室への入口を見つけ、ロシア語で「世紀末の魔術師」を意味する「волшебник конца века」（「ヴァルシェーブニク・カンツァー・ヴェカ」）というパスワードを入力して中へ進入する。地下室の奥には西洋風の棺があり、もう1つのエッグと遺骨が納められていた。2つのエッグを重ねて下から光を当てると、周囲にニコライ皇帝一家の写真が浮かび上がる。その中には、一切写真が残っていなかった夏美の曾祖母が喜市とともに写っているものもあり、エッグの所有権は夏美に移ることとなった。その時、小五郎がスコーピオンに狙われ、スコーピオンはエッグを奪って逃げてしまう。
スコーピオンは乾を射殺した上に、城へ火を放っていた。スコーピオンに追いついたコナンは、その正体である浦思青蘭と対峙する。彼女は本当はロシア人であり、「ラスプーチン」の末裔だった。コナンは拳銃に装填された最後の一発を撃つよう挑発するが、硬質ガラスのレンズで右目に放たれた弾丸を防ぎ、キック力増強シューズで青蘭を撃破した。
事件解決後、探偵事務所に戻ったコナンは、限界を感じて蘭に自分の正体を明かそうとするが、そこへ新一に変装したキッドが現れる。キッドが宿敵である自分を助けたことについて、コナンは「鳩を手当した礼だろう」と考えていた。帰宅後、蘭に何故新一を引き止めておいてくれなかったと注意されるコナンだが、ハンドタオルを三枚おろしにして意気込む蘭の姿を見て、しばらくの間正体は明かせないと考えるのだった。

## 登場人物

### レギュラーキャラクター
江戸川 コナン（えどがわ コナン）
声 - 高山みなみ
本作の主人公。本来の姿は「東の高校生探偵」として名を馳せている工藤新一だが、黒ずくめの組織に飲まされた毒薬・APTX4869の副作用で小学生の姿になっている。
夏美と青蘭の誕生日を聞いて自分と1日違いだと口を滑らせてしまい、蘭に正体を疑われてしまう。
毛利 蘭（もうり らん）
声 - 山崎和佳奈
本作のヒロイン。新一の幼馴染かつガールフレンドで、都大会で優勝するほどの空手の達人。
コナンの誕生日が新一と同じ（5月4日）であることを知り、コナンの正体が新一でないかという疑惑を強めていく。
毛利 小五郎（もうり こごろう）
声 - 神谷明
蘭の父親で「眠りの小五郎」の異名で有名な私立探偵。コナンの保護者。元警視庁捜査一課強行犯係の刑事。
工藤 新一（くどう しんいち）
声 - 山口勝平
コナンの本来の姿で高校生探偵。
新一としての登場は終盤でコナンの姿と声が重なる演出および蘭のイメージシーンのみで、それ以外はキッドの変装である。
怪盗キッド（かいとうキッド）
声 - 山口勝平
本作のキーパーソン。神出鬼没な大怪盗。コナンのライバルで、その正体を新一と知る。キッドの正体は、本作公開の時点で原作やテレビアニメでは既に判明しているが、本作でその描写はない。
「メモリーズ・エッグ」を盗み出した直後、飛行中にスコーピオンに狙撃されて海に墜落し生死不明となるが無事生存。その後は休暇中だった白鳥刑事に変装しコナン達と行動を共にした。
目暮 十三（めぐれ じゅうぞう）
声 - 茶風林
警視庁刑事部捜査一課強行犯捜査三係の警部。
寒川竜殺人事件の捜査を担当する。
阿笠 博士（あがさ ひろし）
声 - 緒方賢一
コナンの正体を新一と知る数少ない人物の一人で発明家。
コナンに電話でスコーピオンの情報を知らせ、横須賀の城へ赴いた際はバージョンアップした眼鏡を手渡す。
城に入ろうと躍起になる少年探偵団を引き止めようとするが、塔から地下に続くトンネルのスイッチを押していまい、哀たちと離れ離れになってしまう。その後、縄梯子でコナンと白鳥（キッド）以外の面々を救出した。
博士が劇場版に終盤まで関わるのは、本作が初である。
吉田 歩美（よしだ あゆみ）、小嶋 元太（こじま げんた）、円谷 光彦（つぶらや みつひこ）
声 - 岩居由希子（歩美）、高木渉（元太）、大谷育江（光彦）
少年探偵団の3人。
オープニング前、歩美はたまたま自身の家のベランダに止まっていたキッドと会話をした。
横須賀の城では、小五郎の言いつけを破って城へ侵入てコナン達と合流。空のエッグを見た際の「マトリョーシカ」という歩美の一言が「メモリーズ・エッグ」の正体を解く鍵となった。
少年探偵団が劇場版に終盤まで関わるのは、本作が初である。
灰原 哀（はいばら あい）
声 - 林原めぐみ
本来の姿は宮野 志保（みやの しほ）。元黒の組織の一員かつAPTX4869の開発者だったが、同じく組織の一員であった姉の宮野 明美（みやの あけみ）を組織内に殺されたために、自ら薬を飲んで小学生の姿になって脱走した。コナンの正体を新一と知る数少ない人物の一人。本作が劇場版初登場で、以後すべての作品に登場している。
城の仕掛けで地下に入ってしまった少年探偵団を先導した。ロマノフ王朝のことも熟知してており、「メモリーズ・エッグ」の仕掛けが終わった後、ラスプーチンの写真がなかったことについて、コナンに疑問を投げかけた。
服部 平次（はっとり へいじ）
声 - 堀川亮
「西の高校生探偵」として有名で、新一とは「東の工藤・西の服部」と並び称されるライバルにして親友。コナンの正体を新一と知る数少ない人物の一人。本作が劇場版初登場で、以後の作品ではメインキャラクターとしての登場が多くなる。
コナンをバイクに乗せてキッドを追跡する途中、トラックと接触しそうになり転倒したが、軽い捻挫で済んだ。
遠山 和葉（とおやま かずは）
声 - 宮村優子
平次の幼馴染かつガールフレンド。平次に好意を持っており、蘭とも仲が良い。合気道部に所属する有段者。本作が劇場版初登場で、以後の作品でも平次と共に登場する。
キッドが予告時間に来るまでの間、蘭と園子に大阪の繁華街を案内する。
鈴木 園子（すずき そのこ）
声 - 松井菜桜子
蘭の同級生で親友。鈴木財閥の令嬢で、蘭や新一とは幼馴染でもある。
平次と和葉の仲を見て、自分にも幼馴染の男子がいればと羨ましく思う。
園子が劇場版で事件に関わるのは、本作が初である。
鈴木 史郎（すずき しろう）
声 - 松岡文雄
園子の父親で鈴木財閥会長。
キッドが現れるまでの間に小五郎に会食を誘う。非常に寛容な人物で、平次に「おっちゃん」呼ばわりされても気にも留めなかった。
白鳥 任三郎（しらとり にんざぶろう）
声 - 塩沢兼人
警視庁捜査一課のキャリア組の刑事で警部補。原作およびテレビアニメ版では既に警部に昇進していたが、本作では警部補として登場する。
休暇を取って軽井沢の別荘で休養していた隙を突かれ、怪盗キッドに変装される。コナンを積極的に捜査に関わらせており、その動向に注目している。なお、白鳥本人が登場したのは事件解決の後である。
高木 渉（たかぎ わたる）
声 - 高木渉
警視庁捜査一課の刑事で巡査部長。本作が劇場版初登場であり、以後の殆どの作品に登場する。
犯人とのやり合いで額に傷をつけたため、絆創膏を貼っている。
中森 銀三（なかもり ぎんぞう）
声 - 石塚運昇
警視庁捜査二課知能犯捜査係の警部。本作が劇場版初登場。
怪盗キッドが現れる場所を予告状の文面から大阪城だと推理する。鈴木近代美術館に展示する「メモリーズ・エッグ」を偽物にすり替え、本物を秘密裏に別の場所に隠す。
茶木 神太郎（ちゃき しんたろう）
声 - 田中信夫
警視庁捜査二課の警視。本作が劇場版初登場。
捜査会議で「メモリーズ・エッグを盗むという旨のキッドの予告状を発表する。

### オリジナルキャラクター

#### 犯人
スコーピオン（Scorpion）
世界各国でロマノフ王朝の財宝を盗んでいる連続強盗殺人犯。
ICPOにより国際指名手配中だが、正体は一切不明。使用する拳銃は「ワルサーPPK/S」で、必要に応じてサプレッサー・レーザーサイト・スコープを装着している。また、人を撃つ時は必ず標的の右目を撃ち抜くという特徴がある。

#### 容疑者
香坂 夏美（こうさか なつみ）〈27〉
声 - 篠原恵美
パティシエール。誕生日は5月3日。
怪盗キッドに盗まれた「メモリーズ・エッグ」の最初の所有者であった香坂家の相続人。現在はフランスに住んでいる。容姿端麗な美女で浦思青蘭と同じく灰色の瞳をしているが、夏美自身は瞳の色について（母も祖母も同様のため）曾祖母の色を受け継いだのだろうと語っている。子供の頃に聞かされていた「バルシェ・ニクカッタベカ」という謎の言葉は暗号解読のヒントになっており、コナン一行と協力しながら城に隠された謎を解き明かしていく。
乾 将一（いぬい しょういち）〈45〉
声 - 大塚周夫
美術ブローカー。
鈴木会長に「メモリーズ・エッグ」の商談を持ちかけてきた。来客者の中で最も高額での取引を望んでおり、エッグを譲り受けられるなら億単位での取引にも応じるつもりでいる。出会った当初は紳士的な態度を見せていたが、その下には卑劣な本性を隠している。香坂家の城にある財宝を盗むため、トイレに行く振りをして「貴婦人の間」に侵入するが、防犯装置に捕らえられるという醜態を晒した。
地下で、不審な動きを取った同行者の一人を追いかけると、その人物がサイレンサーを付けているところを見てしまったため射殺された。その後、コナンがスコーピオンを追いかけている際、彼の遺体に躓いている。
沢部 蔵之助（さわべ くらのすけ）〈65〉
声 - 依田英助
香坂家の執事。愛煙家で、執事業をしていない時はパイプをふかしている。
夏美の祖母の代から香坂家に仕えており、現在も夏美に付き添いながらお世話をしている。香坂家の内情にも詳しい。客人達を城内の「皇帝の間」「貴婦人の間」「騎士の間」「執務室」に案内したが、執務室の地下に続く仕掛けについては知らなかった模様。
寒川 竜（さがわ りゅう）〈32〉
声 - 大塚芳忠
フリーの映像作家。
鈴木会長に「メモリーズ・エッグ」の取材を申し込む。また、自らの資金で購入も考えているが乾の所持金の多さから諦めている。女性客の部屋を訪れては美人を撮影しており、蘭もドアを開けて顔を撮られてしまった。映像作家でロマノフ王朝にはそれほど精通していないが、ニコライ二世の三女・マリアの指輪を所持しており青蘭を驚かせていた。
西野とは3年前にアジアの内戦でトラブルを起こしており、腹癒せに彼を泥棒に仕立て上げようとするが、その前にスコーピオンに射殺され、ビデオテープを全て盗まれた。
歴代劇場版で、コナン達と最低限度のコミュニケーションを図った後に殺害された最初の男性オリジナルキャラクター。
西野 真人（にしの まさと）〈29〉
声 - 宮本充
鈴木財閥会長秘書。
鈴木会長の秘書で、忠実に職務を遂行することから特に信頼されている。糸目で、驚く時のみ目を見開く。世界中を回っていた経験から英語・フランス語・ドイツ語などに堪能である。羽毛アレルギー体質。寒川とは3年前のアジア旅行の際に出会っており、内戦で家を焼失した少女を撮影し続ける行為を殴って咎めたため逆恨みされている。
寒川殺害事件では、所持していたボールペンが部屋に残されていたことから怪しまれるが、羽毛アレルギーのおかげで真っ先に容疑者から外れることとなった。
セルゲイ・オフチンニコフ〈41〉
声 - 壤晴彦
ロシア大使館一等書記官。名前のロシア語ラテン文字表記は「Sergei Ovchinnikov」、ロシア語キリル文字表記は「Сергей Овчинников」。
「メモリーズ・エッグ」のロシア返還を求めている。ロシア人だが、大使館に勤めているため日本語には堪能で流暢に喋る。屈強な体格の持ち主だが、態度は紳士的。
当初は任務のために横須賀の城に同行したが、ニコライ皇帝一家の写真を見て「夏美にこそ相応しい」と考え直し、ロシアを代表して所有権を放棄した。
前作『14番目の標的』のピーター・フォードに続いて登場した外国人の男性オリジナルキャラクターで、声優は日本人の壤が演じている。
浦思 青蘭（ほし せいらん）〈27〉
声 - 藤田淑子
ロマノフ王朝研究家。
中国人。名前の中国語読みは「プース・チンラン」（簡体字では、浦思青兰、ピンインはpǔ sī qīng lán）。誕生日は5月5日。香坂夏美と同じく灰色の瞳をしており、年齢も同じであるため意気投合していた。脚線美の持ち主で、赤や青のチャイナドレスを着用している。ロマノフ王朝の研究者であるため、エッグは誰よりも欲しているが寒川と同じく資金面の理由から諦めている。横須賀の城では、暗号解読に積極的な参加をしていなかったが、コナンの推理から「世紀末の魔術師」という重要な答えを導き出した。
歴代劇場版で初めて登場した外国人の女性オリジナルキャラクターで、声優は日本人の藤田が演じている（なお、藤田の出生地は中国の遼寧省大連市である）。

#### メインキャラクターの親族
歩美の母
声 - 佐藤しのぶ
ソファーに座ってドラキュラ映画を見ていた歩美に早く寝るよう促す。
原作およびテレビアニメ版と劇場版で、歩美の母は2度登場しているが、いずれも顔は判明していない。

#### その他
香坂 喜市（こうさか きいち）
ロマノフ王朝の細工職人で、夏美の曾祖父。ピーター・カール・ファベルジェの工房で細工師として働いていた。: 現地でロシア人の女性と結婚し娘が生まれる。ロシア革命後に日本へ渡るも、妻を亡くしたため、その遺品を売り払い横須賀市に城を建設する。妻を亡くした9年後に自身も45歳でこの世を去った。本作のタイトルである『世紀末の魔術師』とは、1900年に開催されたパリ万国博覧会に、弱冠16歳でからくり人形を出品して賞賛された彼に対する異名で、執務室にある城の隠し通路を開く際の重要なヒントとなった。
なお、喜市は幼い娘（夏美の祖母）を残して亡くなっているが、彼が細工師時代に築いた遺産は莫大なものだったらしく、夏美の祖父と父はどちらも婿養子になる程である。
鑑識課員
声 - 中嶋聡彦
刑事
声 - 小上裕通、井上隆之、千葉一伸、布目貞雄
怪盗キッドの捜査会議に参加していた刑事たち。

## スタッフ
- 原作 - 青山剛昌
- 監督・絵コンテ - こだま兼嗣
- 脚本 - 古内一成
- 演出 - 佐藤真人
- 演出補佐 - 矢野篤
- キャラクターデザイン・総作画監督 - 須藤昌朋
- デザインワークス - 山中純子、糸島雅彦
- 作画監督 - 清水義治、兵頭敬、山中純子
- エフェクト作画監督 - 糸島雅彦
- 美術監督 - 渋谷幸弘
- 色彩設計 - 笠森美代子
- 撮影監督 - 野村隆
- 編集 - 岡田輝満
- 音響監督 - 小林克良
- 音響効果 - 横山正和
- 音楽 - 大野克夫
- ストーリーエディター - 飯岡順一
- プロデューサー - 諏訪道彦、吉岡昌仁
- アニメーション制作 - 東京ムービー
- 製作 - 「名探偵コナン」製作委員会（小学館、読売テレビ放送、ポリグラム、小学館プロダクション、東宝、キョクイチ）
- 配給 - 東宝

## 興行成績
興行収入が初めて20億円を突破し、最終的に『14番目の標的』の18.5億円を上回る26億円となった。劇場版シリーズは2018年現在、20作連続で興行収入20億円以上を突破し続けている。

## テレビ放送
| 回数 | 番組名（放送枠名） | 放送形態 | 放送日        | 放送時間（JST） | 放送分数 | 平均世帯視聴率 | 備考                         |
| ---- | ------------------ | -------- | ------------- | --------------- | -------- | -------------- | ---------------------------- |
| 1    | 通常拡大枠         |          | 2000年3月20日 | 19:00-20:54     | 114分    |                |                              |
| 2    | 通常拡大枠         |          | 2002年10月7日 | 19:00-20:54     | 114分    |                |                              |
| 3    | 通常拡大枠         |          | 2008年9月29日 | 19:00-20:54     | 114分    |                |                              |
| 4    | 金曜ロードSHOW!    |          | 2019年3月22日 | 21:00-22:54     | 114分    | 11.1%          | デジタルリマスター版を放送。 |

## 音楽

### 主題歌
B'z「ONE」
作詞 - 稲葉浩志 / 作曲 - 松本孝弘
名探偵コナン映画作品初の男性ボーカル曲。
本作は「1番→間奏→ラストサビ」ではなく、1番のメロディの後は全て2番以降が使われている（そのため、前作までや次作『瞳の中の暗殺者』とは違い、Cメロが流れている）。

### 挿入歌
「I'll be there」
作詞 - 三枝翔 / 作曲・編曲 - 大野克夫 / 歌 - 菅井えり
「キミがいれば（世紀末バージョン）」
作詞 - 高柳恋 / 作曲・編曲 - 大野克夫 / 歌 - 伊織
「愛はいつも」
作詞 - 三枝翔 / 作曲・編曲 - 大野克夫 / 歌 - 伊織

### サウンドトラック
劇場版初登場の怪盗キッドにはテーマ楽曲が製作されている。シリーズ前々作『時計じかけの摩天楼』と同様に当作に比べて少ないがTVオリジナルサウンドトラックの楽曲、前作『14番目の標的』の楽曲「恋のトランプゲーム占い」の本作仕様のリアレンジバージョンが収録されている。
TVシリーズでは9月27日放送の第162話（1時間スペシャル）『空飛ぶ密室 工藤新一最初の事件』から使用が開始されたが、使用されたのはM.16「尋問」の一曲のみで、12月13日放送の第172話『よみがえる死の伝言（前編）』からはM.25「赤い光のスナイパー2」が使用され、十曲以上の使用は2000年1月3日放送の第174話（年明け2時間スペシャル）『二十年目の殺意 シンフォニー号連続殺人事件』からとなる。特に同話から汎用されている、M.24「古城のテーマ」は第5作『天国へのカウントダウン』の制作・公開前後で黒ずくめの組織のエピソードで長らく使用され、2007年7月のリアレンジ後の現在でも流用されている。

#### 収録曲
1. 名探偵コナン メイン・テーマ(世紀末ヴァージョン)
2. I`ll be there
3. 走るリムジン1
4. 怪盗キッド出現
5. 出動のテーマ1~予感
6. 怪盗キッドの予告状1
7. 恋のトランプゲーム占い(世紀末ヴァージョン)
  - 前作『14番目の標的』の同名楽曲の本作リアレンジバージョン
8. 蘭のテーマ(世紀末ヴァージョン)
9. イースターエッグの謎
10. 怪盗キッドの予告状2
11. スケボー大作戦
12. 行き止まり
13. コナンVS怪盗キッド
14. 出動のテーマ2~サイレンサー
15. 古城の神秘
16. 尋問
17. 阿笠博士のテーマ(世紀末ヴァージョン)
18. 想い出(世紀末ヴァージョン)
19. 空飛ぶ怪盗キッド
20. 走るリムジン2
21. 赤い光のスナイパー1
22. 古城の探索
23. 秘密の地下室
24. 古城のテーマ
25. 赤い光のスナイパー2
26. キミがいれば(世紀末ヴァージョン)
27. 城が燃えている
28. 愛はいつも
29. 飛び立つ鳩

## 映像ソフト
- VHS - 2000年4月12日発売[9]
- DVD - 2001年3月28日発売[10]（廉価版・2011年2月25日発売[11]、英語版・2009年12月29日発売[12]）
- BD - 2011年7月22日発売[13]（廉価版・2018年12月7日発売[14]。）

## 関連本